# Ezosciadium
Genre
Espèce
Ezosciadium est un  genre monospécifique de plantes à fleurs de la famille des Apiaceae. Il ne contient qu'une seule espèce Ezosciadium capense, qui est une plante herbacée originaire de l'Afrique du Sud.

## Taxonomie
Le genre Ezosciadium est décrit en 1991 par le botaniste britannique Brian Laurence Burtt, spécialement pour l'espèce Ezosciadium capense, décrite en 1837 sous le nom Trachysciadium capense par les botanistes Christian Friedrich Ecklon et Carl Ludwig Philipp Zeyher.

## Distribution
Le genre Ezosciadium est présent en Afrique du Sud.